# Pave Johannes 5.
Johannes 5. (635-686) var pave fra 23. juli 685. indtil sin død i 686. Han var den første pave i det byzantinske pavedømme, der blev viet til pave af den byzantinske kejser uden forudgående samtykke og den første af ti på hinanden følgende paver af østlig oprindelse. Hans tid som pave var præget af forsoning mellem Rom og imperiet.